# Perdoa-me por Me Traíres

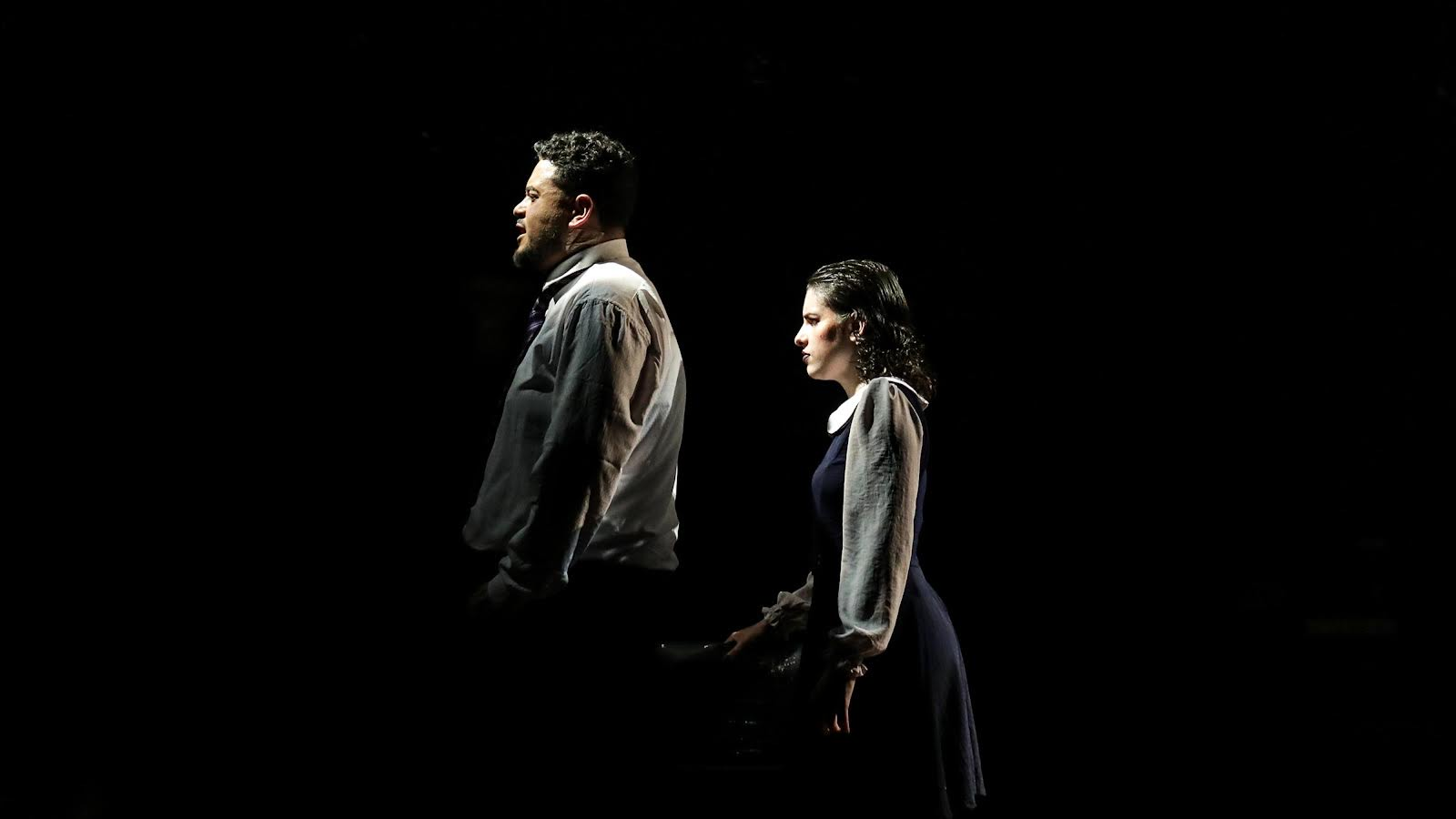
Atores Jorge Pitta e Joviana Venture em apresentação de Perdoa-me Por Me Traíres, realizado pela Cia Lazzari e produzido por Jessica Oehlerick, em 2024. Foto: Felipe Iruatã / Complexo Cultural Funarte SP

Perdoa-me por Me Traíres é uma peça teatral escrita por Nelson Rodrigues em 1957.
A peça conta a história de Glorinha, uma adolescente órfã. Reprimida pelo casal de tios com quem vive, ela procura a ajuda da cafetina Madame Luba. O tio Raul, ao descobrir que Glorinha se prostitui, decide então revelar segredos sobre a sua origem.
O próprio autor participou da primeira montagem, no papel de Raul, contracenando com Abdias do Nascimento e sob a direção de Gláucio Gill..
O texto foi adaptado para o cinema em 1980, no fime homônimo dirigido por Braz Chediak.